# Somatotyp
Somatotyp je taxonomie vyvinutá ve 40. letech 20. století americkým psychologem Williamem Herbertem Sheldonem za účelem kategorizace lidské postavy podle relativního příspěvku tří základních prvků, které nazval somatotypy. Pojmenování je odvozeno od názvu zárodečných vrstev embryonálního vývoje: entoderm, (promění se do zažívacího traktu), mezoderm, (promění se do svalů, srdce a cév) a ektoderm (kůže a nervový systém). Počáteční vizuální metodika byla kritizována jako subjektivní a do značné míry byla zdiskreditována, ale pozdější změny metodika se užívá ve fitness a v akademickém použití.
Konstituční psychologie je nyní již zapomenutá teorie, také vyvinutá Sheldonem ve 40. letech 20. století, který se pokoušel spojit somatotyp s lidskými typy temperamentu. Základ těchto myšlenek souvisí s Francisem Galtonem a eugenikou. Sheldon a Earnest Hooton byli vůdčí postavy tehdy populárního myšlenkového směru v antropologii, který tvrdil, že velikost a tvar těla osoby souvisí s inteligencí, morálkou a úspěchem.
V jeho knize z roku 1954, Atlas mužů, roztřídil Sheldon všechny možné typy od 1 do 7 podle příspěvku každého somatotypu, kde čistý „endomorf” je 7–1–1, čistý „mesomorf“ 1–7–1 a čistý „ektomorf“ skóre 1–1–7. Od typu se pak mělo dovozovat na duševní vlastnosti jedince. Barbara Honeyman Heath, Sheldonova asistentka při sestavování Atlasu mužů, jej nicméně obvinila z falšování dat, která použil při psaní knihy.

## Tři somatotypy
Sheldonovy somatotypy a jejich přidružené fyzické a psychologické rysy byly charakterizovány takto:

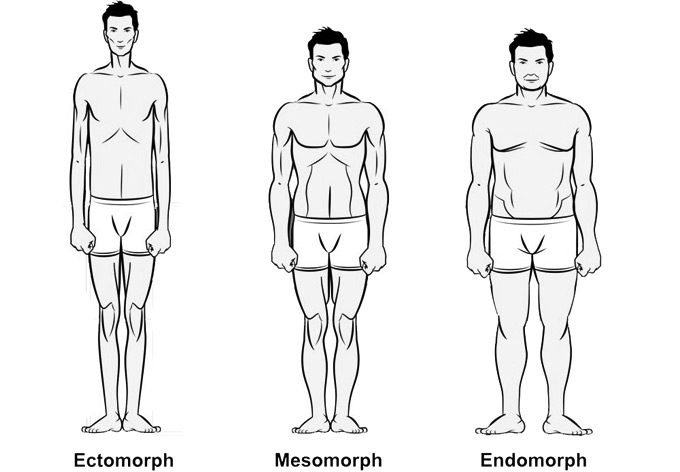
Srovnání typů těl

- Ektomorf: hubený, tenký, štíhlý, málo svalnatý, slabý, křehký, jemný, obvykle vysoký; popisovaný jako inteligentní, kontemplativní, melancholický, pracovitý, zženštilý, submisivní, podřadný, perfekcionista, nepředvídatelný, idiosynkratický, citlivý na bolest, změkčelý, jemný, milující, ochotný, klidný, zranitelný, pokorný, společensky nepříjemný, osamělý, tajnůstkářským, sebevědomý, introvertní, plachý, rezervovaný, defenzivní, nepříjemný, napjatý a úzkostný.[3][7][9][10]
- Mesomorf: tvrdý, drsný, svalnatý, tlustokožní, s dobrým postojem (těla); popsán jako atletický, žádostivý, dobrodružný, ochotný riskovat, konkurenční, extrovertní, agresivní, macho, autoritativní, silný, asertivní, přímý, bouřlivý, dominantní, tvrdý, přísný, šťastný, energický, odhodlaný, odvážný a ambiciózní.[3][7][9]
- Endomorf: tlustý, kulatý, těžký, krátký, s obtížnou možností zhubnutí; popsán jako otevřený, odchozí, společenský, přátelský, milující, přijímající, šťastný, spokojený, bezstarostný, lehce uspokojitelný, líný, bezbožný, sobecký, chamtivý a pomalý.[3][7][9]

### Stereotypizace
Existují důkazy, že různé typy těl sebou nesou kulturní stereotypy. Jedna studie například zjistila, že endomorfové budou pravděpodobně vnímáni jako pomalí, nedbalí a líní. Mesomorfové jsou naopak bráni jako populární a pracovitý, zatímco ektomorfové jsou vnímáni jak inteligentní.

## Heath-Carterův vzorec
Ačkoli psychologické vazby byly velmi mlhavé, Sheldonova fyzikální taxonomie přetrvávala, zvláště pak varianta metodologie od Heath-Carter. Tento formulační přístup využívá hmotnost jednotlivce (kg), výšku (cm), obvod horní části paže (cm), maximální obvod lýtka (cm), šířku stehenní kosti (cm), šířku humeru (cm), kožní řas triceps (mm), subscapular skinfold (mm), supraspinální skinfold (mm), a mediální lýtkový skinfold (mm), a zůstane populární v antropomorphic výzkumu, jak citoval Rob Rempel" „s úpravami Parnell v pozdních padesátých létech, a Heath a Carter v střední šedesátá léta somatotyp je i nadále nejlepším jediným kvalifikátorem celkového tvaru těla“.
Tato varianta využívá řadu rovnic k posouzení vlastností subjektu proti každému ze tří somatotypů, z nichž každý je hodnocen na sedmibodové stupnici, přičemž 0 označuje žádnou korelaci a 7 velmi silnou. Numerický přístup byl začleněn do současných kursů sportovních věd a tělesné výchovy mnoha institucí, od kursů GCSE (14- až 16letých) ve Spojeném království na úrovni sekundárního vzdělávání, na zkouškách indické UPSCS, až po MSc. po celém světě, a byl použit v mnoha vědeckých pracích, včetně:
- veslařů[14]
- tenistů[15]
- judistů[16]
- volejbalistů[17]
- gymnastek[18][19]
- fotbalistů[20][21]
- triatlonistů[22]
- diabetiků[23][24]
- taekwondistů[25]
- osob s poruchami příjmu potravy[26]
- soutěžících s dračími loděmi[27]

## Kritika
Sheldonovy myšlenky, že typ těla je indikátorem temperamentu, morálního charakteru nebo potenciálu, ačkoliv jsou populární v atmosféře přijímající teorii eugeniky, byly brzy široce zesměšňovány. Hlavní kritika Sheldonovy ústavní teorie spočívala v tom, že se o teorii vůbec nejednalo, pouze o obecný předpoklad, tedy spojitost mezi strukturou a chováním a soubor popisných pojetí měřit tělo a chování. Navíc došlo k použití několik tisíců fotografií nahých vysokoškoláků, získaných bez výslovného souhlasu z již existujícího programu hodnotícího držení těla studentů. Toto bylo popsáno jako skandální a zvrácené („studium nahých lidí oplzlými lidmi”). Jeho originální vizuální metodika hodnocení, založená na fotografiích, byla také kritizována jako subjektivní. Jeho původní teze byla také popsána jako podvodná, protože se vědomě nepodařilo uznat, že se tvar těla mění s věkem. Jeho návrh genetické vazby na tvar těla i na osobnostní rysy byl také popsán jako objektivní. Sheldonova práce byla také kritizována jako bytí těžce zatížené jeho vlastními stereotypními a diskriminačními pohledy. Zatímco tato teorie byla populární v padesátých letech, Sheldonova tvrzení byla odmítnuta moderními vědci jako „zastaralá”, či označena za čiré šarlatánství.